# Ремпел, Шэннон
Шэннон Ремпел (англ. Shannon Rempel; род. 26 ноября 1984 года, Виннипег) — канадская конькобежка, чемпионка мира 2007 года в командной гонке, серебряная призёрка Олимпийских игр 2006 года в командой гонке. Обладательница Кубка мира в командной гонке в 2008 году.

## Биография
Шэннон Ремпел занималась легкой атлетикой, волейболом и баскетболом, когда училась в средней школе, и каталась на коньках кругами по трассе в своём родном городе Виннипеге, а конькобежным спортом занялась в возрасте 10 лет, в клубе конькобежного спорта Сент-Джеймс, когда её подруга предложила ей попробовать это занятие.
Её первое крупное соревнование состоялось в сезоне 1997/98 в забеге на 500 м на чемпионате Канады по спринту среди юниоров. В сезоне 1998/99 начала участвовать в чемпионатах Северной Америки, а с 2000 года на юниорских чемпионатах мира. В декабре 2001 года она выиграла чемпионат Канады в комбинации спринта, в январе 2002 года победила в многоборье на юниорском чемпионате Канады.
В 2003 году стала чемпионкой мира среди юниоров в многоборье и дебютировала на спринтерском чемпионате мира в Калгари, где заняла 14-е место. Через год завоевала "бронзу" в многоборье и в командной гонке на чемпионате мира среди юниоров и в декабре 2004 года выиграла свою первую медаль на Кубке мира, выиграв "серебро" на дистанции 1000 м на этапе в Чанчуне.
В январе 2006 года Ремпел стала 9-й в комбинации спринте на чемпионате мира в Херенвене, а в феврале на зимних Олимпийских играх в Турине стала серебряной призёркой в командной гонке. На дистанции 500 м стала 16-й, на 1000 м - 24-й, на 1500 м - 28-й. В декабре выиграла чемпионат Канады в забеге на 500 м и стала 3-й на 1000 м.
В 2007 году на чемпионате мира на отдельных дистанциях в Солт-Лейк-Сити стала чемпионкой мира в командной гонке, совместно с Кристиной Гровс и Кристин Несбитт. В 2008 году в командной гонке стала обладательницей Кубка мира и в очередной раз победила на дистанции 500 м в чемпионате Канады. В 2009 году повторила результат на Национальном чемпионате в забеге на 500 м вновь первая, и стала 14-й в спринте на мировом первенстве.
Участвовала на Олимпийских играх 2010 года в Ванкувере, став 27-й на 500 м и 21-й на 1000 м. Следующие три сезона Ремпел выступала посредственно, на Национальных чемпионатах трижды была на подиуме, но без "золота", а на чемпионатах мира выше 12-го места не поднималась, а то и в третьем десятке была.
В 2014 году она не смогла отобраться на олимпиаду в Сочи, но весной участвовала на чемпионате мира в классическом многоборье в Херенвене, где заняла 19-е место. Вернувшись в Канаду она узнала, что не входит в национальную сборную на следующий сезон и хотела завершить карьеру. Шэннон даже попробовала себя в бобслее осенью 2014 года, но повредила подколенное сухожилие во время тренировки в Ледовом дворце канадского олимпийского парка Winsport.
С лета 2015 года Ремпел выступала за команду "Team Crossover" - группы 7 фигуристов, которые порвали с конькобежным спортом Канады. В январе 2016 года она заняла 3-е место на дистанции 500 метров на чемпионате Канады и неофициально квалифицировалась на кубок Канады. В феврале на чемпионате мира на отдельных дистанциях в Коломне на дистанции 500 м заняла 23-е место.
В 2016 и 2017 годах из-за проблем со спиной она не смогла выступить в полную силу на чемпионате Канады, заняв 4-е и 5-е место на дистанции 500 м соответственно и не прошла в национальную сборную. В 2018 году Ремпел завершила официально карьеру спортсменки.

## Карьера тренера
С 2014 по 2020 год Шэннон работала личным тренером по фитнесу, а в 2020 году она стала помощником тренера сборной Канады по конькобежному спорту в женских группах многоборья.

## Личная жизнь
Шэннон Ремпел в 2014 году окончила Университет Калгари со степенью бакалавр коммуникаций. Её хобби - выпечка, приготовление пищи, общение с друзьями, чтение, мода. Она дочь Ричарда и Ширли Ремпел, а также у неё есть брат Блейк и сестра Бренда.

## Награды
- 2005 год - включена в зал Славы конькобежного спорта Канады